# Trixis
Trixis é um género botânico pertencente à família Asteraceae.

## Espécies
- Trixis californica
- Trixis inula